# Frédéric Léglise
 (juin 2023).
La mise en forme du texte ne suit pas les recommandations de Wikipédia : il faut le « wikifier ».
Les points d'amélioration suivants sont les cas les plus fréquents :
- Les titres sont pré-formatés par le logiciel. Ils ne sont ni en capitales, ni en gras.
- Le texte ne doit pas être écrit en capitales (les noms de famille non plus), ni en gras, ni en italique, ni en « petit »…
- Le gras n'est utilisé que pour surligner le titre de l'article dans l'introduction, une seule fois.
- L'italique est rarement utilisé : mots en langue étrangère, titres d'œuvres, noms de bateaux, etc.
- Les citations ne sont pas en italique mais en corps de texte normal. Elles sont entourées par des guillemets français : « et ».
- Les listes à puces sont à éviter, des paragraphes rédigés étant largement préférés. Les tableaux sont à réserver à la présentation de données structurées (résultats, etc.).
- Les appels de note de bas de page (petits chiffres en exposant, introduits par l'outil «  Source ») sont à placer entre la fin de phrase et le point final[comme ça].
- Les liens internes (vers d'autres articles de Wikipédia) sont à choisir avec parcimonie. Créez des liens vers des articles approfondissant le sujet. Les termes génériques sans rapport avec le sujet sont à éviter, ainsi que les répétitions de liens vers un même terme.
- Les liens externes sont à placer uniquement dans une section « Liens externes », à la fin de l'article. Ces liens sont à choisir avec parcimonie suivant les règles définies. Si un lien sert de source à l'article, son insertion dans le texte est à faire par les notes de bas de page.
- La présentation des références doit suivre les conventions bibliographiques. Il est recommandé d'utiliser les modèles {{Ouvrage}}, {{Chapitre}}, {{Article}}, {{Lien web}} et/ou {{Bibliographie}}. Le mode d'édition visuel peut mettre en forme automatiquement les références.
- Insérer une infobox (cadre d'informations à droite) n'est pas obligatoire pour parachever la mise en page.

Pour une aide détaillée, merci de consulter Aide:Wikification.
Si vous pensez que ces points ont été résolus, vous pouvez retirer ce bandeau et améliorer la mise en forme d'un autre article.
 (juin 2023).
 (juin 2023).
Pour les articles homonymes, voir Léglise (homonymie).
Frédéric Léglise est un artiste français né à Nantes le 1er décembre 1972. Il réside à Montreuil et enseigne à l’ÉSAD de Grenoble.
Son style est figuratif. Ses œuvres sont des portraits de femmes et des séries d'auto-portraits.

## Parcours
En 1998, Frédéric Léglise obtient le diplôme national supérieur d'art plastique à l'ENSBA, Paris.
Il est représenté par la galerie 1900-2000 et la galerie Art Works Paris-Seoul Gallery.
En 2016, son travail fait la couverture de Beaux Art Magazine dans le cadre d'un dossier intitulé "Peinture contemporaine : Le grand retour de la peinture figurative" par Judicaël Lavrador.
En 2017, il reçoit une résidence d'artiste à l'ESKFF (Eilleen Kaminsky Family Foundation) à MANA Contemporary, Jersey City, New Jersey.
En 2020, à l'occasion d'une exposition personnelle à Perpignan dans le centre d'art "à 100 mètres du centre du monde", il invite 8 artistes femmes à exposer à ses côtés,,.

## Expositions

### Expositions personnelles depuis 2000
- 2020 A FLEUR DE PEAU : ASIAN CONNECTION[6]
- 2020 - SOFT PLEASURE GALERIE SABINE BAYASLI Paris[7]
- 2019 ARTIST AND THE MODEL, The National Art Museum in Timișoara, Roumanie[8]
- 2019 FREDERIC LEGLISE , SELF-PORTRAITS OF MY SHADOWS, AZAD ART GALLERY, Teheran, Iran[9]
- 2017 Art Works Paris-Seoul Gallery, Seoul
- 2017 Belles éveillées, (exposition deux personnes) Institut Français de Milan, Italie[10]
- 2016  WHO'S AFRAID OF WILD ?  Galerie Detais, Paris[11]
- 2015 OPUS CORPUS, VOG, Centre d'art Contemporain de la ville de Fontaine
- 2006 septembre : « Who's afraid of pink ? », galerie Deborah Zafman, Paris
- 2005 mars/ avril : « Hanky Panky », galerie Deborah Zafman, Paris

### Expositions collectives depuis 2000
- 2019 Love is a dog from hell, Frissiras Museum, Athènes[12]
- 2018  EROS, Museo Archeologico di Gela, Gela, Italie[13]
- 2018 New Horizons of European Painting II, Frissiras Museum, Athènes[14]
- 2017 KIAF (Korean International Art Fair), Seoul, Corée
- 2017  Playlist , ERRATUM GALERIE, Berlin[15]
- 2017 ARTBUSAN, Art Works Paris-Seoul Gallery, Art Busan
- 2017 Shvatiti sebe (Autoportraits), Museum of Modern and Contemporary Art[16] Rijeka, Croatie
- 2016 Les Unes et les Autres, Centre d'Étude de l'Expression et le Centre hospitalier Sainte-Anne, Musée Singer-Polignac, Paris
- 2016 Ex-Péri-Mental, Le LAC  Lieu d’Art Contemporain, Sigean[17]
- 2016 SALO IV , Salon du dessin érotique, 24Beaubourg, Paris[18]
- 2016 SPRING BREAK ART SHOW, New York
- 2015 FIAC, Galerie 1900-2000
- 2015 : « Salo III »[19], Les Salaisons, Romainville
- 2015 WHO'S AFRAID OF PICTURE(S)? Centre d'Art de Perpignan
- 2015 TOMBER DES NUS Galerie Detais, Paris
- 2015 Minimenta, galerie Popy Arvani Paris
- 2013-2014 :« Extravaganza »[20], galerie Phantom Projects Contemporary[21], Marigny-le-Châtel

- 2006
  - Juin, Art Basel, Galerie 1900-2000
  - Avril, « Atopyques/Atypiques », galerie 1900-2000, Paris
  - Février, ARCO Madrid, galerie 1900-2000
  - Janvier – ART L.A., galerie Deborah Zafman
- 2005
  - Décembre – janvier, « European Painting Awards », musée Frissaras, Athènes
  - Septembre, « Ceux qui défendent les artistes », Espace Tajan Paris
  - Juin, Art Basel, galerie 1900-2000